# 南方合齒獸屬
南方合齒獸屬（學名：Australosyodon）是已滅絕合弓綱的一屬，屬於恐頭獸亞目的合齒獸科，是最原始的恐頭獸類之一。化石是一個頭顱骨與下頜，發現於南非卡魯盆地的波弗特群（Beaufort Group）地層，來自於其中的始二齒獸組合帶（Eodicynodon assemblage zone）與貘頭獸組合帶（Tapinocephalus Assemblage Zone）中層與下層，地質年代為二疊紀中期（沃德期到開匹坦期）。頭顱骨的長度約26公分，完整的身長估計為1.8公尺。